# ベニー・チャン
ベニー・チャン（陳 木勝、簡体字: 陈 木胜, 拼音: chén mùshèng、1961年10月24日 - 2020年8月23日）は、香港出身の映画監督、脚本家、映画プロデューサーである。

## 経歴
監督をする前は、ジョニー・トーの元に付き、『倚天屠龍記』『雪山飛狐』などのテレビドラマの助監督を担当。1990年、『天若有情（アンディ・ラウの逃避行）』がツイ・ハークの眼に留まり、『ツイ・ハーク/THEマジック・クレーン』の総監督を任される。『ジェネックス・コップ』『香港国際警察/NEW POLICE STORY』『ディバージェンス -運命の交差点-』『インビジブル・ターゲット』『レイジング・ファイア』など警察をテーマにした作品が多い。
2020年8月23日、上咽頭がんのため死去。享年58歳。
2022年7月17日に開催された第40回香港電影金像奨において、遺作となったレイジング・ファイアに監督賞および作品賞等が贈られた。

## 監督作品
- 天若有情（中国語版）（アンディ・ラウの逃避行）/天若有情（1990年）
- 子連れ狼 〜帯子洪郎〜/帶子洪郎（1991年）
- 英雄列伝 WHAT A HERO/嘩!英雄（1992年）
- ツイ・ハーク/THEマジック・クレーン/新仙鶴神針（1993年）
- 風よさらば/天若有情Ⅱ（1993年）
- クンフー・マスター 洪熙官/洪煕官（1994年）テレビドラマ
- 精武門/精武門（1995年）テレビドラマ
- 歡樂時光（1995年）
- 旺角的天空（1995年）
- 衝鋒隊：怒火街頭（1996年）
- WHO AM I?/我是誰？（1998年）ジャッキー・チェンと共同監督
- ジェネックス・コップ/特警新人類（1999年） （兼製作・脚本）
- ジェネックス・コップ2/特警新人類Ⅱ（2000年）
- ヒロイック・デュオ 英雄捜査線/双雄（2003年） （兼製作）
- 香港国際警察/NEW POLICE STORY/新警察故事（2004年） （兼製作）
- ディバージェンス -運命の交差点-/三岔口（2005年） （兼製作）
- プロジェクトBB/宝貝計画（2006年） （兼製作・脚本）
- インビジブル・ターゲット/男児本色（2007年） （兼製作・脚本）
- コネクテッド/保持通話（2008年） （兼製作・脚本）
- マーシャル・シティー〜超人大戦/全城戒備（2010年） （兼製作・脚本）
- 新少林寺/SHAOLIN/新少林寺（2010年） （兼製作）
- レクイエム 最後の銃弾/掃毒（2013年） （兼脚本）
- コール・オブ・ヒーローズ/武勇伝（中国語版）/危城（2016年） （兼製作・脚本）
- 喵星人（2017年） （兼製作）
- レイジング・ファイア/怒火（2021年）……遺作

## 製作総指揮・製作
- ファイナル・ロマンス 天若有情III/天若有情Ⅲ（2001年） （製作総指揮）
- 小さな園の大きな奇跡/五個小孩的校長（2015年） （製作）